# کریستوفر نیکلسون
کریستوفر دیوید جورج «کیت» نیکلسون (انگلیسی: Christopher David George "Kit" Nicholson) (۱۶ دسامبر ۱۹۰۴–۲۸ ژوئیه ۱۹۴۸) معمار و طراح بریتانیایی بود که از نزدیک با جنبش مدرن اولیه در بریتانیا مرتبط بود. برجسته‌ترین آثار او در دههٔ ۱۹۳۰ با سبک مدرن پیشرفته انتزاعی برادر بزرگترش، هنرمند بن نیکلسون، قابل مقایسه بود.

## سنین جوانی و تحصیل

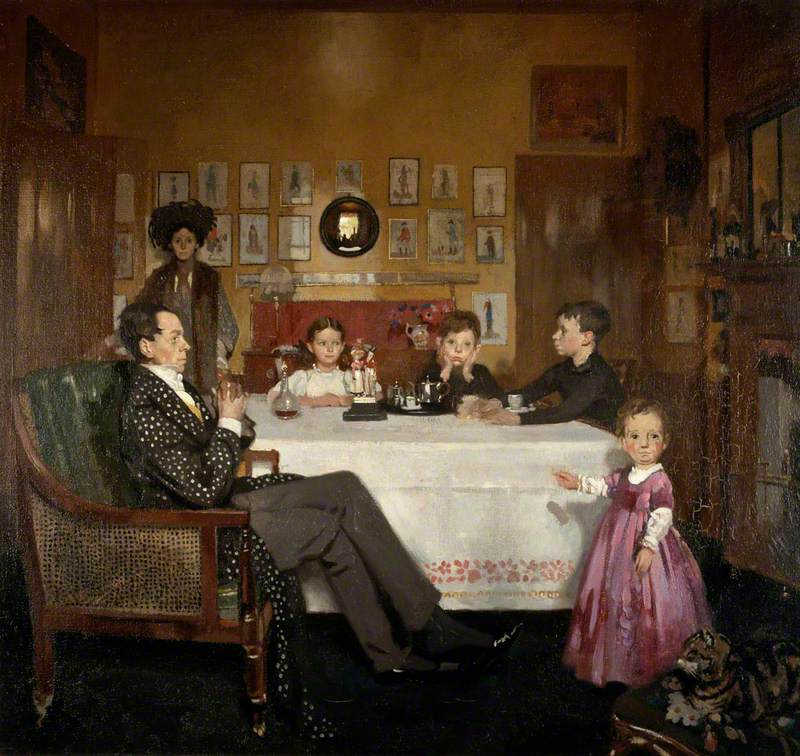
نگاره از کریستوفر دیوید جورج «کیت» نیکلسون و خانواده اش

نیکلسون در ۱۶ دسامبر ۱۹۰۴ در پیلگریمز لین، همپستد، چهارمین فرزند زوج هنرمند ویلیام نیکلسون و میبل پراید بود. خواهر و برادر او نقاش مشهور بن (۱۸۹۴–۱۹۸۲) بودند: آنتونی (۱۸۹۷–۱۹۱۸)، که در طول جنگ جهانی اول بر اثر جراحات در فرانسه درگذشت. و آنی مری "نانسی" (۱۸۹۹–۱۹۷۸)، هنرمند و همسر شاعر رابرت گریوز.  کیت نیکلسون از سال ۱۹۱۷ تا ۱۹۲۲ در مدرسه گرشام، هولت، تحصیل کرد و سپس در کالج سنت جان، کمبریج، درس معماری خواند. در سال ۱۹۲۶، وی برای تحصیل در رشته معماری در دانشگاه پرینستون، بورسیه یک ساله دیویسون را دریافت کرد. 